# Samsung Galaxy J2 (2018)
O Samsung Galaxy J2 (2018) (também conhecido como Galaxy J2 Pro (2018) ou Galaxy Grand Prime Pro) é um smartphone Android fabricado pela Samsung Electronics. Ele foi apresentado e lançado em janeiro de 2018.

## Especificações

### Hardware
O Galaxy J2 é alimentado por um SoC Snapdragon 425 com uma CPU ARM Cortex-A53 quad-core de 1,4 GHz, uma GPU Adreno 308 com 1,5 (Pro) ou 2 GB de RAM. O armazenamento interno de 16 GB é expansível até 256 GB via cartão microSD.
Ele tem uma tela Super AMOLED de 5,0 polegadas com resolução de 540×960 px. O J2 (2018) possui 8 megapixels com abertura f/2.2, flash LED, autofoco e HDR; a câmera frontal tem 5 MP com abertura f/2.2.

### Software
O Galaxy J2 foi lançado com o Android 7.1.1 “Nougat”.